# Madison Pettis
Madison Michelle Pettis (Arlington, Texas; 22 de julio de 1998) es una actriz estadounidense, más conocida por interpretar a Sophie Martínez en la serie de Disney Channel Cory in the House y como Peyton Kelly en la película The Game Plan (2007). Ha trabajado en Life with Boys hasta 2013 y Jake and the Never Land Pirates hasta 2011. También tuvo papeles en Do You Believe? y Phineas y Ferb en 2015.

## Vida y carrera
Es hija de Steven y Michelle Pettis. Su padre es afroamericano y su madre es de ascendencia irlandesa, italiana y francesa. Pettis fue notada por primera vez cuando su madre entró en una búsqueda de cobertura anual celebrada por FortWorthChild, una revista para padres local. Desde ahí ella comenzó a modelar y actuar en comerciales; ella tenía un agente y un sitio web desde la edad de cinco años. Tuvo un papel principal en la serie de Disney Channel Cory in the House como Sophie Martinez. En este personaje se la vio en un episodio de Hannah Montana. Interpretó a Isabelle Tyler en un episodio de The 4400. Fue comentarista de Disney Channel Games 2007, y también apareció en Barney & Friends como Bridget, en el que cantaba, bailaba y actuaba. En 2008, apareció en Dr. Seuss' Horton Hears a Who!, y tuvo papeles en Mostly Ghostly: Who Let the Ghosts Out? y A Muppets Christmas: Letters to Santa. Pettis también tuvo un pequeño papel en Siete almas como Lorena. Tuvo un papel de voz en la serie animada de Disney Channel Special Agent Oso. En 2009, Pettis tuvo un papel en Free Style como Bailey Bryant con Corbin Bleu y apareció como ella misma en la versión sindicada del concurso, en 2012 participó en Are You Smarter Than a 5th Grader?.

## Filmografía

### Películas
| Año  | Título                                       | Personaje         | Notas                    |
| ---- | -------------------------------------------- | ----------------- | ------------------------ |
| 2005 | Barney: Can You Sing That?                   | Bridget           | Peyton Rose              |
| 2006 | The Barney Boogie                            | Bridget           |                          |
| 2007 | The Game Plan                                | Peyton Kelly      | Protagonista             |
| 2008 | Dr. Seuss' Horton Hears a Who!               | Additional voices | Película animada         |
| 2008 | Mostly Ghostly: Who Let the Ghosts Out?      | Tara Roland       | Directo a DVD            |
| 2008 | A Muppets Christmas: Letters to Santa        | Claire            | Película para televisión |
| 2008 | Siete almas                                  | Hija de Connie    |                          |
| 2008 | Free Style                                   | Bailey Bryant     | Protagonista             |
| 2010 | The Search for Santa Paws                    | Will              | Directo a DVD            |
| 2011 | Beverly Hills Chihuahua 2                    | Lala              | Directo a DVD            |
| 2012 | Beverly Hills Chihuahua 3                    | Lala              | Directo a DVD            |
| 2014 | Mostly Ghostly: Have You Met My Ghoulfriend? | Tara Roland       | Directo a DVD            |
| 2015 | Do You Believe?                              | Maggie            |                          |
| 2016 | Late Bloomer                                 |                   |                          |
| 2020 | American Pie Presents: Girls' Rules          | Annie Watson      | Directo a DVD            |
| 2021 | He's All That                                | Alden             | Película de Netflix      |
| 2022 | Margaux                                      | Hannah            |                          |

### Televisión
| Año       | Título                             | Personaje            | Notas |
| --------- | ---------------------------------- | -------------------- | --- |
| 2006      | Jericho                            | Stacy Clemons        | "Peyton Rose" (temporada 1: episodio 1) |
| 2006      | Barney & Friends                   | Bridget              | "Pets and Vets" (temporada 10: episodio 9) "Playing Games and Fun with Reading" (temporada 10: episodio 12)                                      |
| 2007      | Hannah Montana                     | Sophie Martinez      | "Take This Job and Love It" (temporada 2: episodio 8)                                                                                            |
| 2007      | The 4400                           | Joven Isabelle Tyler | "Daddy's Little Girl" (temporada 4: episodio 9)                                                                                                  |
| 2007-2008 | Cory in the House                  | Sophie Martinez      | Papel principal; Disney Channel Original Series                                                                                                  |
| 2009      | Special Agent Oso                  | Katie / Tara         | "The Living Flashlight/Sand Castle Royale" (temporada 1: episodio 17) "Tie Another Day/You Only Start PreSchool Once" (temporada 1: episodio 19) |
| 2009-2015 | Phineas and Ferb                   | Adyson Sweetwater    | Voz; Disney Channel Original Series |
| 2009      | Are You Smarter Than a 5th Grader? | Ella misma           | Invitada recurrente, 18 episodios, programa de concursos                                                                                         |
| 2011-2016 | Jake and the Never Land Pirates    | Izzy                 | Voz; Disney Junior Original Series |
| 2011      | R.L. Stine's The Haunting Hour     | Julie                | "The Black Mask" (temporada 1: episodio 13) |
| 2011-2013 | Life with Boys                     | Allie Brooks         | Papel principal |
| 2012-2016 | Lab Rats                           | Janelle              | Recurrente, serie de TV Disney XD |
| 2015      | The Fosters                        | Daria                | estrella invitada 3 episodios, serie de TV ABC Family                                                                                            |
| 2018-2019 | Five Points                        | Natasha Tosh Bennet  | Elenco Principal, serie de TV |
| 2018-2021 | Fancy Nancy                        | Bridgette / Brigitte | Invitada, 3 episodios corto de TV |
| 2019-2021 | Mickey and the Roadster Racers     | Princesa Olivia      | Invitada 2 episodios, corto de TV |